# Harri J. Rantala
Pour les articles homonymes, voir Rantala.
Harri J. Rantala (ne le 2 octobre 1980  à Nurmo, en Finlande) est un réalisateur finlandais.

## Filmographie
- 2000 : Pieni pyhiinvaellus
- 2002 : Luokkajuhla
- 2004 : The Sacrifice
- 2005 : Mutalan raitilla - The Road of Mutala
- 2006 : M. A. Numminen: Sedena con la mia donna nel parco del parlamento
- 2007 : Daughters of Snow
- 2007 : Colorado Avenue
- 2007 : Musta jää
- 2009 : Nurmoo – Huuto lakeudelta
- 2010 : Kotiinpaluu - Return
- 2013 : Kaukopartio (Long Range Patrol)